# ジャン・セス
ジャン・チェス（Jean Ces、1906年9月5日、ベジエ – 1969年12月25日）はフランスのバンタム級のプロボクサー。

## 概要
1920年代に活躍した。とりわけ1924年行われたパリオリンピックのボクシング競技のバンタム級で銅メダルを獲得した。準決勝でサルヴァトーレ・トリポリ（Salvatore Tripoli）に敗れた。